# Charles Eliot Norton Lectures
Die Charles Eliot Norton Lectures sind eine Vorlesungsreihe, die seit 1907 jährlich von der Harvard-Universität veranstaltet wird. Sie ist nach dem Archäologen Charles Eliot Norton (1827–1908) benannt, dessen ehemaliger Student James Loeb sie 1907 zu seinen Ehren ins Leben rief. 1909 gründete Loeb eine Stiftung zur Finanzierung der Vorlesungsreihe, in deren Statuten festgeschrieben war, dass jedes Jahr einer oder mehrere bedeutende Archäologen als Referent eingeladen werden solle. Die Referenten sollten nach Möglichkeit aus dem europäischen Ausland eingeladen werden, aber auch Amerikaner waren zugelassen.
Die Referenten halten in der Regel jeweils sechs Vorlesungen. Der erste Referent war 1907/08 der britische Archäologe David George Hogarth (1862–1927). Entsprechend einer universellen Auffassung der Archäologie wurden in der folgenden Zeit nicht nur Vertreter der Fachdisziplin eingeladen, sondern auch Kunsthistoriker, Schriftsteller und Musikwissenschaftler.

## Bekannte Referenten
- Gilbert Murray (1926/27) The Classical Tradition in Poetry
- Eric Maclagen (1927/28) Italian Sculpture of the Renaissance
- H.W. Garrod (1929/30) Poetry and Criticism of Life
- Arthur M. Hind (1930/31) Rembrandt
- T. S. Eliot (1932/33) The Use of Poetry an the Use of Criticism: Studies in the Relation of Criticism to Poetry in England
- Laurence Binyon (1933/34) The Spirit of Man in Asian Art
- Robert Frost (1935/36)
- Chauncey Brewster Tinker (1937/38) Painter and Poet: Studies in the Literary Relations of English painting
- Sigfried Giedion (1938/39) Space, Time an Architecture: The Growth of a New Tradition
- Igor Strawinsky (1939/40) The Poetics of Music in the Form of Six Lessons, dt. Musikalische Poetik
- Pedro Henríquez Ureña (1940/41) Literary Currents in Hispanic America
- Erwin Panofsky (1947/48) Early Netherlandish Painting: It’s Origins and Character
- Cecil Maurice Bowra (1948/49) The Romantic Imagination
- Paul Hindemith (1949/50) A Composer’s World: Horizons an Limitations
- Thornton Wilder (1950/51)
- Aaron Copland (1951/52) Music and Imagination
- E. E. Cummings (1952/53) i. six nonlectures („ich. sechs nichtvorträge“)
- Herbert Read (1953/54) Icon and Idea: The Function of Art in the Development of Human Consciousness
- Edwin Muir (1955/56) The Estate of Poetry
- Ben Shahn (1956/57) The Shape of Content
- Jorge Guillén (1957/58) Language and Poetry: Some Poets of Spain
- Carlos Chavez (1958/59) Musical Thought
- Eric Bentley (1960/61)
- Pier Luigi Nervi (1961/62) Aesthetics and Technology in Building
- Leo Schrade (1962/63) Tragedy in the Art of Music
- Cecil Day-Lewis (1964/65) The Lyric Impulse
- Meyer Schapiro (1966/67) Romanesque Architectural Sculpture
- Jorge Luis Borges (1967/68) This Craft of Verse, dt. Das Handwerk des Dichters
- Roger Sessions (1968/69) Questions about Music
- Lionel Trilling (1969/70) Sincerity and Authenticity
- Charles Eames (1970/71)
- Octavio Paz (1971/72) Children of the Mire: Modern Poetry from Romanticism to the Avant-Garde
- Leonard Bernstein (1973/74) The Unanswered Question: Six Talks at Harvard, dt. Musik – Die offene Frage
- Northrop Frye (1974/75) The Secular Scripture: A Study of the Structure of Romance
- Frank Kermode (1977/78) The Genesis of Secrecy: On the Interpretation of Narrative
- James Cahill (1978/79) The Compelling Image: Nature and Style in 17th Century Chinese Painting
- Helen Gardner (1979/80) In Defence of the Imagination
- Charles Rosen (1980/81) The Romantic Generation
- Czesław Miłosz (1981/82) The Witness of Poetry
- Frank Stella (1983/84) Working Space
- Italo Calvino (1985/86) Six Memos for the Next Millennium
- Harold Bloom (1987/88) Ruin the Sacred Truths: Poetry and Belief from the Bible to the Present
- John Cage (1988/89) I-VI, Mesostics
- John Ashbery (1989/90) Other Traditions
- Umberto Eco (1992/93) Six Walks in the Fictionals Woods
- Luciano Berio (1993/94) Remembering the Future
- Nadine Gordimer (1994/95) Writing and Being
- Leo Steinberg (1995/96) The Mute Image and the Meddling Text
- Joseph Kerman (1997/98) Concerto Conversations
- George Steiner (2001/02) Lessons of the Masters, dt. Der Meister und seine Schüler
- Linda Nochlin (2003/04) Bathers, Bodies, Beauty: The Visceral Eye
- Daniel Barenboim (2006/07) Sound and Thought
- Orhan Pamuk (2009/10) The Naive and the Sentimental Novelist
- William Kentridge (2011/12) Six Drawing Lessons
- Herbie Hancock (2014) The Ethics of Jazz